# تاریخ مسیحیت کمبریج
تاریخ مسیحیت کمبریج (به انگلیسی: The Cambridge History of Christianity) کتابی ۹ جلدی است که توسط انتشارات دانشگاه کمبریج منتشر شده‌است.